# Estemmenosuchus
Az Estemmenosuchus az emlősszerűek (Synapsida) osztályának a Therapsida rendjébe, ezen belül az Estemmenosuchidae családjába tartozó nem.

## Tudnivalók
Az Estemmenosuchus, nagy testű állatokból álló, korai, therapsida nem, amely a perm középső részén élt. Korának a legnagyobb méretű állata volt. Ismertetője, a fején levő szarvszerű képződmények, amelyeket valószínűleg a fajon belüli versengésben vagy társkeresésben használt. Két Estemmenosuchus faj ismert, ezeket az oroszországi Perm tartománynál fedezték fel.

## Megjelenésük
Az Estemmenosuchus-fajok nagy, ügyetlennek látszó, felnőtt bika méretű állatok voltak; testüknek elülső része magasabban ült, mint a hátsó, ezt a feltételezést a vállízületek támasztják alá. A koponyájuk magas és vastag volt, rajtuk szarvszerű képződmények ültek, amelyek a fej tetején és oldalán helyezkedtek el.
A koponya hasonlít a Styracocephalus koponyájára, de a „szarvak” különböző csontokból alakultak ki; az Estemmenosuchusé a homlokcsontból és felfelé áll, míg a Styracocephalusé a nyakszirtcsontból és hátrafelé mutat.
E nemből két fajt ismernek. Az állatok méretben, testfelépítésben, koponya alakban, és a szarvszerű képződmények számában és alakjában különböznek egymástól.

## Rendszerezés
A nembe az alábbi fajok tartoztak:
- Estemmenosuchus mirabilis
- Estemmenosuchus uralensis